# Stato canaglia
Stato canaglia ("rogue state") o Paese canaglia è un'espressione controversa utilizzata da alcuni teorici anglosassoni di scienze politiche all'inizio del XXI secolo per riferirsi ad alcuni Stati considerati una minaccia per la pace mondiale.

## Etimologia
Il significato base del termine inglese rogue è quello di "persona disonesta, senza princìpi, inaffidabile, che assume iniziative stravaganti e potenzialmente pericolose"; per estensione tale epiteto viene applicato a quegli animali che, per le loro tendenze aggressive e distruttrici, vengono tenuti alla larga dai loro stessi simili (a rogue elephant, ad esempio).
Nel linguaggio politico di lingua anglosassone, "rogue state" esplicita questa condizione di "Stato tenuto ai margini" dalla comunità. Un "rogue State" è uno Stato che si isola dalla comunità internazionale, opera secondo logiche proprie, non si confronta diplomaticamente con gli altri membri della comunità e per questo può coltivare, nella propria cultura politica e sociale, ossessioni, paure persecutorie ed idee pericolose di aggredire anche preventivamente a scopo di difesa.
L'epiteto "canaglia" è una libera interpretazione italiana che dell'inglese "rogue" sottolinea soprattutto l'aspetto di disonestà del soggetto cui si applica, ma trascura la connotazione di allontanamento dalla comunità (propriamente "canaglia" corrisponderebbe meglio all'inglese "rascal"). "Canaglia" in italiano deriva dal latino "canis", in italiano "cane" e per estensione "gentaglia vile", "abietta" e "malvagia", come un branco di cani randagi che mordono.

## Storia
Secondo alcune fonti, l'espressione è stata usata per la prima volta da Ronald Reagan nel 1980, nei confronti della Libia, al tempo del dittatore Gheddafi, il quale nei propri discorsi propagandistici, incoraggiava il terrorismo islamico contro gli Stati Uniti. Secondo Paolo Cacace e Sergio Romano il primo riconoscimento ufficiale della nozione di "stato canaglia" sarebbe rinvenibile nel Missile Defense Act promulgato nel 1999 durante la presidenza di Bill Clinton. Nell'ultimo semestre della presidenza Clinton (2001), la locuzione rogue state (Stato canaglia) era stata temporaneamente sostituita con state of concern (traducibile con "stato da seguire con attenzione"), ma con George W. Bush si ritornò alla prima espressione.
Il concetto di "rogue state" è stato sostituito, nell'amministrazione Bush, con quello di asse del male ("axis of evil"), comprendente Iraq, Iran e Corea del Nord. Il presidente Bush ne parlò per la prima volta nel discorso sullo Stato dell'Unione del gennaio 2002.
Nel 2010, secondo il sito web statunitense The Daily Beast, il mondo che ha creato gli Stati canaglia è ormai superato. Barack Obama successivo presidente degli Stati Uniti, ha offerto una possibilità di dialogo con l'Iraq, l'Iran e la Corea del Nord, senza ricevere una confortante risposta. Barack Obama, il 10 marzo 2012, apre agli Stati canaglia la possibilità di importare il Web.
Obama il 24 marzo 2012, al vertice nucleare di Seul, nella Corea del Sud, ha invitato la Cina, ad usare la propria autorevolezza per frenare le più recenti iniziative della Corea del Nord: lanciare un satellite che potrebbe guidare la traiettoria di missili atomici. La corsa agli armamenti nucleari in Iran e Nord Corea hanno dominato l'incontro fra Obama e i deputati russi e cinesi. Pur senza adoperare toni enfatici, Obama ha espresso la preoccupazione che l'uranio arricchito prodotto in Iran possa cadere nelle mani di gruppi terroristici come al Qaida. Per quanto riguarda la Corea del Nord, Obama ha offerto al nuovo capo di Stato, Kim Jong-un, aiuti umanitari come contributi alimentari ad un paese di cittadini estremamente denutriti e altri aiuti, in cambio di rinunciare alla corsa ad armi atomiche.

## Fondamento concettuale
Il concetto implica la compatibilità con alcuni criteri distintivi, come il fatto di avere una forma di governo autoritaria che intraprenda azioni in aperta violazione dei diritti umani, il fatto di sponsorizzare il terrorismo e la tendenza alla proliferazione delle armi di distruzione di massa.
Il governo degli USA, ritenendo le politiche attuate dai governi di questi Stati come una minaccia a livello internazionale, giustifica le proprie iniziative militari e di politica estera (come nel caso dei programmi per il missile anti-balistico) fondate sul timore che, nell'ipotesi infausta di aggressione, questi Stati non sarebbero dissuasi dalla cosiddetta distruzione mutua assicurata; con ciò rendendo necessarie anche misure di difesa preventiva, regolamentata dalla Strategia di Difesa Nazionale (National Defence Strategy).

## Gli Stati canaglia
Secondo il coordinatore dell'antiterrorismo del Dipartimento di Stato statunitense, dal 1979 la Siria viene designata come uno Stato promotore del terrorismo perché ha continuato a fornire sostegno politico a gruppi terroristici palestinesi, sostegno politico e materiali a Hezbollah, al Movimento Islamico di Resistenza Hamas, Jihad islamica palestinese (PIJ), il Fronte Popolare per la Liberazione della Palestina (PLFP) e il Fronte Popolare per la Liberazione della Palestina - Comando Generale (PFLP-GC), hanno tutti le proprie sedi a Damasco.
Secondo il coordinatore dell'antiterrorismo del Dipartimento di Stato statunitense, nel 2007, il Sudan ospita elementi terroristici di al Qa'ida, militanti della Jihad islamica palestinese (PIJ), di HAMAS, e l'Esercito di resistenza del Signore (Lord's Resistance Army) (LRA). Ad eccezione di HAMAS il governo sudanese non appoggia apertamente gli altri movimenti terroristici. Malgrado il governo sudanese abbia smantellato una grande organizzazione terroristica, a Khartum e nel Darfur il livello di allarme terroristico rimane alto.
Secondo il coordinatore dell'antiterrorismo del Dipartimento di Stato statunitense, nel 2008, il governo di Cuba ha fornito un rifugio sicuro ai membri dell'Unione separatista basca (ETA), delle Forze Armate Rivoluzionarie della Colombia (FARC) e dell'Esercito di Liberazione Nazionale (Colombia) (ELN). Il governo cubano permette a più di 70 latitanti statunitensi di vivere legalmente a Cuba e ha rifiutato quasi tutte le richieste degli Stati Uniti per la loro estradizione. Il governo cubano ha dichiarato nel 2006 che non sarebbe più stato un rifugio sicuro ai nuovi latitanti statunitensi che entrano Cuba. Ad aprile 2015 il presidente degli Stati Uniti Barack Obama ha annunciato la rimozione di Cuba dalla lista degli Stati canaglia, decisione che deve essere ratificata dal Congresso.
Al 2008 gli Stati Uniti d'America consideravano "Stati canaglia" Iran e Corea del Nord. Negli anni ottanta avevano considerato allo stesso modo Pakistan, Afghanistan, Libia e Iraq. Poiché si era alleato con gli USA dopo gli attacchi dell'11 settembre 2001 il Pakistan fu tolto dalla lista, mentre l'Iraq ne uscì a seguito della guerra in Iraq (e della coeva dissoluzione del regime di Saddam Hussein). Anche la Libia, nei primi anni del 2000, si avvicinò a livello diplomatico agli Stati Uniti, cooperando nella lotta internazionale contro il terrorismo islamico, pertanto l'allora presidente George W. Bush la rimosse dalla lista degli "Stati canaglia".

## Dibattito politico
Poiché la nozione di "Stato canaglia" è propria quasi solo degli USA, è facile immaginare quanto l'espressione sia stata aspramente criticata da chi nel complesso disapprovi la politica estera statunitense. Si sostiene, in proposito, che "Stato canaglia" sarebbe sinonimo di "Stato generalmente ostile agli USA", o perfino di "Stato oppositore degli USA", in entrambi i casi senza che lo Stato in questione ponga realmente (e necessariamente) una minaccia di più ampia portata. Ancora, si appuntano biasimi alla logica del "doppio peso e doppia misura", per cui il Pakistan - che pure platealmente viola i protocolli di non-proliferazione nucleare esportando tecnologia per armi atomiche - non è più considerato "Stato canaglia" dagli americani.
Altri ancora, come William Blum, Edward S. Herman e Jonathan Franzen sono arrivati a dichiarare che la categoria di "Stato canaglia" ben si attaglierebbe agli USA medesimi e a Israele. Tanto il concetto di "Stato canaglia" quanto quello di "Asse del male" sono stati criticati da studiosi come il filosofo Jacques Derrida e il linguista Noam Chomsky, che li ritengono sostanzialmente una giustificazione dell'imperialismo e una sorta di sovrastruttura (in senso marxiano) buona soltanto a fini di propaganda.